# WWF Superstars 2
WWF Superstars 2 è un videogioco di tipo picchiaduro sul wrestling professionistico uscito nel 1992 per Game Boy, pubblicato da LJN; è il seguito di WWF Superstars e il secondo gioco uscito per Game Boy della World Wrestling Federation. Il gioco è simile a WWF WrestleMania: Steel Cage Challenge per NES, anche se il gioco è più veloce.

## Modalità di gioco
WWF Superstars 2 dispone di un set di mosse molto limitato rispetto al suo predecessore; nemmeno le mosse finali sono presenti. Le mosse comprendono i movimenti d'attacco (Pugni e Calci), i Bodyslam, le prese, i Ground Attack (Elbow o Knee Drop), gli Irish Whip e i Flying Turnbuckle. I giocatori possono recuperare l'energia premendo il pulsante selezionato.
I match che si possono giocare sono Uno-contro-Uno (normale e variante con la gabbia), tag team e torneo, dove il giocatore sceglie un lottatore e deve sconfiggere gli altri cinque per vincere il WWF Championship.

## Roster
- Hulk Hogan
- Jake Roberts
- The Mountie
- Randy Savage
- Sid Justice
- The Undertaker